# 谷口五郎
谷口 五郎（たにぐち ごろう、1901年1月2日 - 1980年9月26日）は、佐賀県出身の野球選手。小野三千麿、湯浅禎夫とともに「大正三大投手」の一人に挙げられる。

## 経歴
釜山商業から1920年に早稲田大学へ入学。美しいフォームから繰り出す快速球が武器の左腕投手。早稲田大学黄金期にエースとして君臨した。
1920年10月、4大学リーグの早明戦でデビュー。投手を使い果たした早大の苦肉の策として先発したが、明大のエース渡辺大陸と堂々と渡り合い、8対0の完封勝利を収めた。
1921年春、早大の第4次アメリカ遠征に参加。この遠征中に投手陣が体調を崩したため、谷口はほぼ全試合に登板した。この経験が契機となって飛躍的に成長した谷口は、1921年秋の4大学リーグと1922年秋の5大学リーグで、いずれも完全優勝に貢献した。
この当時は早慶戦が中断されている時代であった。その代わりとして、慶應義塾大学OBが所属する三田倶楽部と早稲田大学OBが所属する稲門倶楽部が対戦しており、非常な人気を博していた。とくに三田の小野三千麿と谷口の投げ合いは多くのファンを沸かせた。1922年秋の同対決では谷口が投球モーションを逆にして投球し続けたため三田側はボークではないかと猛烈に抗議、物議をかもした（逆ワインドアップ事件）。
東京4大学リーグ（～1922年春季）～東京5大学リーグ（1922年秋季）通算11勝2敗。
1923年からは社会人野球の大連実業団でプレー。1928年、第2回全日本都市対抗野球大会に出場。投打の中心として活躍し、決勝では東京倶楽部の新田恭一と投げ合い、1-0で勝利した。この時は「岩瀬五郎」の名前でプレーしている。
1951年は常磐炭鉱野球部監督、1953年から1957年まで読売ジャイアンツのコーチ、1959年から1963年まで大洋ホエールズで投手コーチを務めた。
1979年に野球殿堂入り。
1980年、死去。

## 背番号
- 60（1953年 - 1957年）
- 50（1959年 - 1963年）